# Antenayehu Dagnachew
Antenayehu Dagnachew (29 settembre 1998) è un mezzofondista e maratoneta etiope.

## Biografia
Nel 2019 ha conquistato un sesto posto nei 5000 m ai Giochi Panafricani.

## Palmarès
| Anno | Manifestazione     | Sede  | Evento       | Risultato | Prestazione | Note                          |
| ---- | ------------------ | ----- | ------------ | --------- | ----------- | ----------------------------- |
| 2019 | Giochi panafricani | Rabat | 5000 m piani | 6º        | 13'37"85    | Miglior prestazione personale |

## Campionati nazionali
2018
- Bronzo ai campionati etiopi under-20, 5000 m piani - 13'57"36

2019
- 4º ai campionati etiopi, 5000 m piani - 13'49"6

2022
- 8º ai campionati etiopi, 10000 m piani - 28'55"5

## Altre competizioni internazionali
2019
- Oro alla Mezza maratona di Shanghai ( Shanghai) - 1h00'32"
- 6º alla Mezza maratona del Portogallo ( Lisbona) - 1h01'28"

2021
- 7º alla Mezza maratona di Lisbona ( Lisbona) - 59'48"

2022
- 4º alla Mezza maratona di Barcellona ( Barcellona) - 59'17"

2023
- 10º alla Milano Marathon ( Milano) - 2h11'55"